# Basilica di Santa Maria Assunta (Genua)

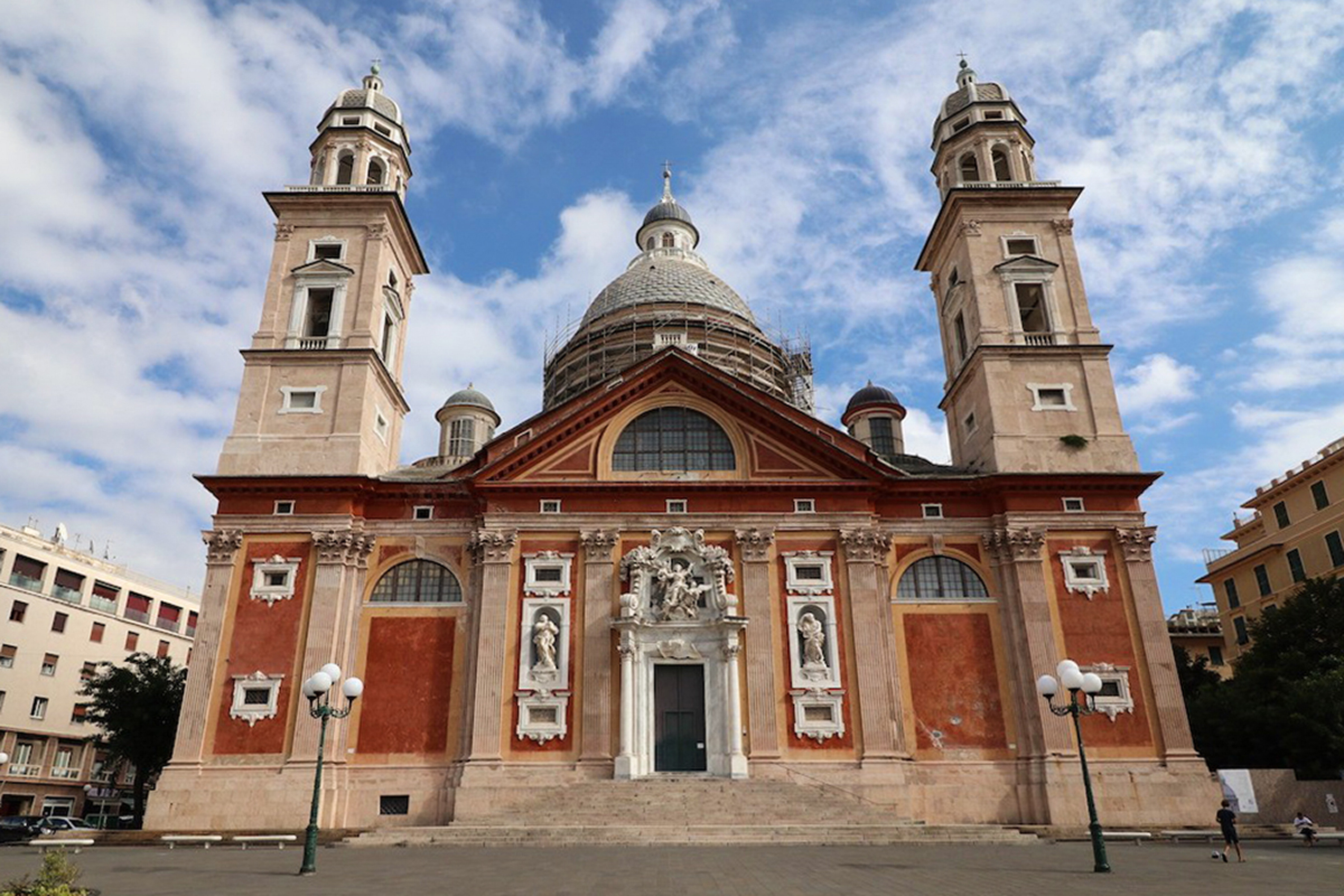
Basilica di Santa Maria Assunta

Die Basilica di Santa Maria Assunta ist eine Kirche in Genua. Sie wurde 1549 von Galeazzo Alessi als Zentralbau (Name Basilica fungiert hier nur als Titel) entworfen und innerhalb von fünf Jahrzehnten auf dem Hügel von Carignano, im Zentrum der Stadt, erbaut. Die Fassade wurde im 19. Jahrhundert von dem Architekten Carlo Barabino komplett überarbeitet. Die Basilika gilt als beispielhaft für die Renaissance-Architektur in Genua.